# 興化衛
兴化卫是明代至清初的一处卫所。
洪武元年（1368年）置，治所在今莆田市，属福建都指挥使司管辖，领莆禧千户所。清朝康熙五年（1666年）被废止。